# Gare de Vions - Chanaz
La gare de Vions - Chanaz  est une gare ferroviaire française de la ligne de Culoz à Modane (frontière) située à proximité du centre bourg de la commune de Vions, près de Chanaz, dans le département de la Savoie en région Auvergne-Rhône-Alpes.
C'est un point d'arrêt sans personnel de la Société nationale des chemins de fer français (SNCF) desservie par des trains TER Auvergne-Rhône-Alpes.

## Situation ferroviaire
Établie à 235 mètres d'altitude, la gare de Vions - Chanaz est située : au point kilométrique (PK) 104,393 de la ligne de Culoz à Modane (frontière), entre les gares de Culoz et de Chindrieux.

## Service des voyageurs

### Accueil
Halte SNCF, c'est un point d'arrêt non géré (PANG) à accès libre.

### Desserte
Vions - Chanaz est desservie par les trains TER Auvergne-Rhône-Alpes qui effectuent des missions entre les gares de Chambéry - Challes-les-Eaux et de Culoz.

### Intermodalité
Un parc pour les vélos et un parking pour les véhicules y sont aménagés. Elle est desservie par des cars TER Auvergne-Rhône-Alpes qui renforcent la desserte de la ligne de Chambéry - Challes-les-Eaux à Culoz.